# Wiesław Chrzanowski
Wiesław Marian Chrzanowski (Varsavia, 20 dicembre 1923 – Varsavia, 29 aprile 2012) è stato un politico, avvocato, insegnante, militare e procuratore polacco, Maresciallo del Sejm dal 25 novembre 1991 al 14 ottobre 1993.